# 高泉秀輝
高泉 秀輝（たかいずみ ひでき、1949年3月20日 - ）は、北海道出身の元プロ野球選手（投手）。

## 来歴・人物
夕張南高を卒業後、社会人野球の札幌鉄道管理局に入団。電電北海道の補強選手として第44回都市対抗野球大会で登板している。
1973年、プロ野球ドラフト会議でヤクルトスワローズから5位指名を受け入団。
一軍公式戦の出場がないまま、1980年に現役を引退。

## 詳細情報

### 年度別投手成績
- 一軍公式戦出場なし

### 背番号
- 35 （1974年 - 1979年）
- 85 （1980年）